# Bohnenkönig

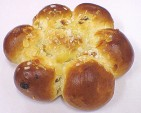
Dreikönigskuchen. Schweiz, 2006, mit eingebackener Kunststofffigur

Der Bohnenkönig (engl. bean king, frz. roi de la fève/le roi-boit, katalanisch tortell de Reis, spanisch roscón de Reyes) bezeichnet den seit dem Spätmittelalter quellenmäßig fassbaren Brauch, am Dreikönigstag oder dessen Vorabend einen König zu wählen und für einen Tag lang gemeinschaftlich sein Königreich zu begehen.

## Beschreibung
Der Name „Bohnenkönig“ ist jünger als das Phänomen, das er bezeichnet; er reicht im Deutschen nur bis ins 16. Jahrhundert zurück und wird erst im 18. Jahrhundert allgemein. Die Erscheinungsformen der rituellen Königsfeier am Dreikönigstag sind regional und sozial unterschiedlich; in ihrem Zentrum steht aber immer der durch Wahl oder, häufiger, durch Los ermittelte König. Eines der verbreiteten Losverfahren besteht in der Verteilung eines Kuchens, in den eine Bohne eingebacken ist. Demjenigen, in dessen Kuchenstück sich die Bohne befindet, fällt damit das Königsamt zu, daher der Name „Bohnenkönig“.
Früher gebrauchte man daneben eine Reihe anderer Losverfahren, wie etwa geschriebene oder gedruckte Loszettel, die es erlaubten, neben dem König noch weitere Hofämter zu erlosen. Es folgt ein gemeinsamer Umtrunk, wobei der Festgesellschaft regelmäßig die Aufgabe zukommt, mit der Wendung „Der König trinkt“ zu akklamieren, sobald der König das Glas erhebt. Im Französischen ist der charakteristische Ruf namengebend geworden (le roi-boit). Neben familiären Ausprägungen des Brauches gab es städtische und höfische Großformen, die eine Reihe weiterer Ritualelemente integrierten, wie Prozessionen, Gottesdienste und Belustigungen aller Art.

## Geschichte
Die ältere Volkskunde sah im „Bohnenkönig“ einen Erben der römischen Saturnalien und folgte damit einer historischen Herleitung, die sich im 17. Jahrhundert durchsetzte. Neuere Ansätze bestreiten eine solche Kontinuität oder verweisen jedenfalls auf deren Unbeweisbarkeit angesichts einer Lücke in der Überlieferung zwischen Spätantike und Hochmittelalter, die von den letzten Erwähnungen der römischen Saturnalien im 5. Jahrhundert bis zum ersten Beleg eines Bohnenkönigs im 13. Jahrhundert reicht, mithin achthundert Jahre umfasst. Seit dem 14. Jahrhundert trat der Bohnenkönig als verbreitetes Phänomen in West- und Teilen Mitteleuropas in Erscheinung. Dabei kennzeichnet den Brauch eine breite Akzeptanz über alle sozialen Schranken hinweg, sie reichte vom Französischen Königshof bis zu frühneuzeitlichen Siechenhäusern, umfasste Klöster, Städte, Zünfte, Bauern, Studenten, Schüler: Sie alle wählten ihren eigenen König (oder ihre Königin). Bis ins 18. Jahrhundert hinein blieb das Ritual an das Epiphaniefest gebunden und wurde von den Zeitgenossen als eine Begehensweise des kirchlichen Festtages verstanden in Anknüpfung an die Idee des Königtums Christi. Infolge der Reformation wurde die Angemessenheit des Bohnenkönigs als Festritual Gegenstand der konfessionellen Auseinandersetzung. Mit der Aufklärung ging der gedankliche Zusammenhang zum 6. Januar vielfach verloren, an seine Stelle trat, zumal im 19. Jahrhundert, eine Karnevalisierung des Rituals, die den König als närrische Gestalt und Exponenten einer auf Zeit verkehrten Welt begriff. Am Beginn des 20. Jahrhunderts war der Brauch im deutschen Sprachraum bis auf einige Gebiete an Mosel und Rhein weithin erloschen.

## Gegenwart
Die Gegenwart kennt den Bohnenkönig vor allem als französische Tradition, daneben ist er in der Schweiz sehr verbreitet. In Frankreich (und Teilen der überseeischen Frankophonie, z. B. Québec, New Orleans) und in Katalonien steht dabei traditionell der Bohnenkuchen im Mittelpunkt der Feier; die Bohnen werden regelmäßig durch seit dem 19. Jahrhundert massenhaft aufkommende Porzellanfigürchen ersetzt, die mittlerweile ein eigenes Sammelgebiet darstellen. Die Popularität des Bohnenkönigs in der Schweiz verdankt sich vor allem den Bemühungen des Kulturhistorikers Max Währen, der den Brauch Ende der 1950er-Jahre mit Unterstützung des Schweizerischen Bäcker- und Konditorenverbandes erfolgreich propagierte. Im übrigen Europa sind Bohnenkönige heutzutage eher lokale Erscheinungen, in Deutschland pflegen den Brauch vor allem noch (oder wieder) einzelne Korporationen, wie Karnevalsvereine (Speyer) oder die Freunde Kants und Königsbergs. In Frankfurt am Main treffen sich seit 1898 Spitzen des örtlichen Finanz- und Wirtschaftslebens zu einer Bohnenrunde.

## Kunstgeschichte

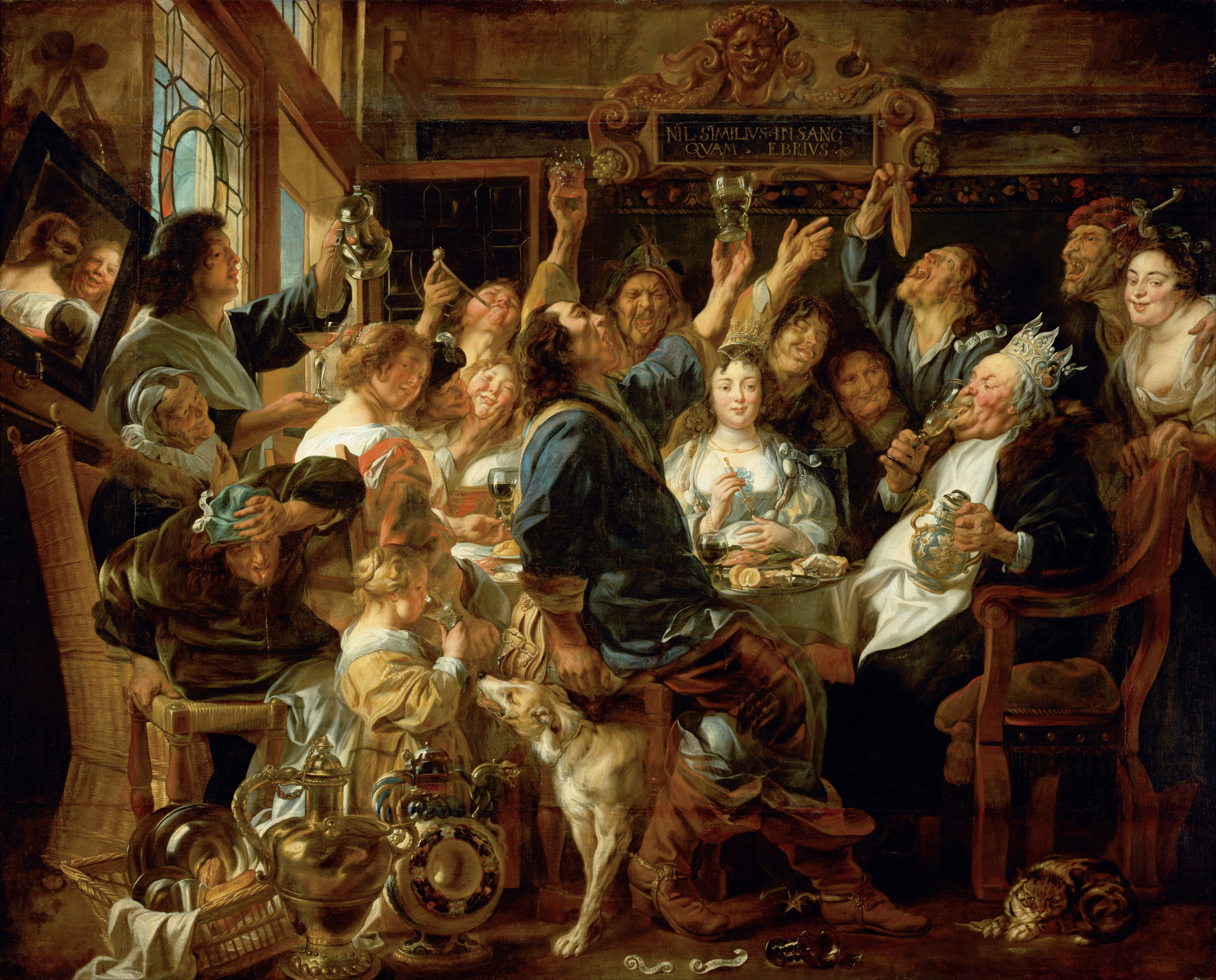
Jacob Jordaens: Das Fest des Bohnenkönigs, Kunsthistorisches Museum Wien

Der Bohnenkönig hat eine reiche ikonographische Tradition hervorgebracht. Es sind zwei Darstellungsweisen zu unterscheiden: Die eine der beiden ist älter und weniger häufig; sie stellt den Bohnenkuchen in den Mittelpunkt der feiernden Gesellschaft. Ein entsprechendes Bild ist bereits im Stundenbuch Adelaides von Savoyen aus dem 14. Jahrhundert zu finden; die wohl bekannteste Version des Typus stammt von Jean-Baptiste Greuze (heute im Musée Fabre in Montpellier). Die andere Darstellungsweise wird im 16. Jahrhundert durch ein vielfach kopiertes Werk Martens van Cleve populär. Sie zeigt stets den charakteristischen Augenblick, da der König das Glas erhebt und die Festgesellschaft „Der König trinkt!“ ruft. Eine Reihe von Künstlern beider Niederlande greift das Sujet auf, unter ihnen Jacob Jordaens, Jan Steen, Jan Miense Molenaer und Richard Brakenburgh. Der trinkende König wird damit zu einem der beliebtesten Genremotive des 17. Jahrhunderts überhaupt. Bekannte Darstellungen von Jordaens hängen heute unter anderem in St. Petersburg (Eremitage, ca. 1638), Brüssel (Koninklijk Museum voor Schone Kunsten), Kassel (Staatliche Kunstsammlungen), Paris (Louvre) und Wien (Kunsthistorisches Museum, ca. 1645).